# باني مادن
باني مادن (بالإنجليزية: Bunny Madden) هو لاعب كرة قاعدة أمريكي، ولد في 14 سبتمبر 1882 في بوسطن في الولايات المتحدة، وتوفي في 20 يناير 1954 في كامبريدج في الولايات المتحدة.

## وصلات خارجية
- باني مادن على موقعبيزبول رفرنس.كوم (الدوري الرئيسي) (الإنجليزية)
- باني مادن على موقعبيزبول رفرنس.كوم (الدوري الثانوي) (الإنجليزية)
- باني مادن على موقع جمعية أبحاث البيسبول الأمريكية (الإنجليزية)
- باني مادن على موقع مشجعي الرسوم البيانية (الإنجليزية)